# Nightmares on Wax
Nightmares on Wax o DJ E.A.S.E., pseudonimo di George Evelyn (Leeds, 1970), è un musicista, compositore e disc jockey britannico, prodotto da Warp Records.

## Biografia
Inizialmente il progetto Nightmares on Wax prevedeva la presenza di due componenti, ossia George Evelyn e Kevin Harper. I due fondano il gruppo alla fine degli anni ottanta e si stabiliscono nel West Yorkshire. Si tratta di un'estensione della crew Soul City Rockers.
Il primo singolo pubblicato è Dextrous (1990). Si fanno notare in seguito con Aftermath, che entra nella classifica inglese.
L'album d'esordio, dal titolo A World of Science: The First and Final Chapter, viene pubblicato nel 1991 dalla Warp Records. Vanta collaborazioni con Mike Paradinas, Luke Vibert, Spacer e molti altri.
Dopo il fortunato debutto, il gruppo scompare dalle scene. Kevin lascia il progetto e si dedica alla carriera di DJ, mentre George continua a lavorare sui suoi sample. Pubblica poi come solista due cassette, le Poverty tapes e le EASE tapes, dove EASE è il suo alter ego, che sta per "Experimental Sample Expert".
Il tutto confluisce nel secondo LP, pubblicato a quattro anni dal primo. Si tratta di Smoker's Delight, ricco di soul, che allontana il genere musicale dal precedente disco.
George, dopo l'addio di Kevin, inoltre si fa aiutare da musicisti: compaiono infatti nel disco un chitarrista, un cantante, un rapper, un bassista e un tastierista. 
Si può quindi parlare a questo punto del ritorno dei Nightmares on Wax come gruppo.
Nel 1999 esce Carboot Soul, in cui risalta la collaborazione con i De La Soul. Nel 2000 esce l'EP The Sound of N.O.W. (N.O.W. sta per Nightmares on Wax).
Nel 2002, dopo aver contribuito a una delle DJ Kicks collection, danno vita a Mind Elevator.
Nel 2003 esce Late Night Tales: Nightmares on Wax, un album di remix.
Nel 2005 Evelyn crea una sua etichetta discografica indipendente, chiamata WAX ON Records. Nel marzo 2006 pubblica In a Space Outta Sound.
Nell'agosto 2008 viene pubblicato Thought so....
Nel 2009 è la volta di Coming Home.
Il 16 settembre 2013 viene dato alle stampe l'album Feelin' Good.

## Discografia

### Album
- A Word of Science: The First and Final Chapter (1991)
- Smokers Delight (1995)
- Carboot Soul (1999)
- DJ-Kicks: Nightmares on Wax (2000) DJ Album mix
- Mind Elevation (2002)
- Late Night Tales: Nightmares on Wax (2003) DJ Album mix
- In a Space Outta Sound (2006)
- Thought so... (2008)
- Coming Home (2009)
- Feelin' Good (2013)
- Shape the Future (2018)
- Shout Out! To Freedom... (2021)